# Ashland County (Ohio)
Ashland County ist ein County im Bundesstaat Ohio der Vereinigten Staaten. Der Verwaltungssitz (County Seat) ist Ashland. Das U.S. Census Bureau hat bei der Volkszählung 2020 eine Einwohnerzahl von 52.447 ermittelt.

## Geographie
Das County liegt im mittleren Norden von Ohio, rund 60 km südlich des Eriesee, dem südlichsten der 5 Großen Seen, und hat eine Fläche von 1106 Quadratkilometern, wovon sechs Quadratkilometer Wasserfläche sind. Es grenzt im Uhrzeigersinn an die Countys: Lorain County, Medina County, Wayne County, Holmes County, Knox County, Richland County und Huron County.

## Geschichte
Ashland County wurde am 24. Februar 1846 aus Teilen des Huron-, Lorain-, Richland- und Wayne County gebildet. Benannt wurde es, ebenso wie die Bezirkshauptstadt, nach dem sich nahe Lexington befindlichen Landsitz von Henry Clay, einem Senator von Kentucky.
17 Bauwerke und Stätten des Countys sind im National Register of Historic Places eingetragen (Stand 6. April 2018).

### Landnutzung
Im Norden verläuft eine Wasserscheide von kontinentaler Bedeutung durch das Gebiet des Ashland County. Hier und in der Mitte ist das Relief hügelig, durchzogen von Erosionsrinnen und vielen kleineren Wasserläufen. Die überwiegende Landnutzung ist agrarisch, daneben befinden sich auch expandierende Siedlungen wie die Stadt Ashland (Ohio) und einige weitere Orte. Durchzogen wird dieses von einem diagonal von Nordwesten nach Südosten verlaufenden breiten Auengebiet mit einer Anzahl Wasserläufen.
Weiter südlich befindet sich eine Übergangszone vom agrarwirtschaftlichen Norden zum waldreichen Süden des Countys. Diese Zone setzt sich aus landwirtschaftlichen Flächen, Naturflächen und Naherholungsgebieten zusammen und ist insgesamt dünn besiedelt.
Rund 23 Prozent von Ashland County sind mit Wald bedeckt, der größte Teil davon liegt im Süden (Hanover Township).

### Wasserscheide

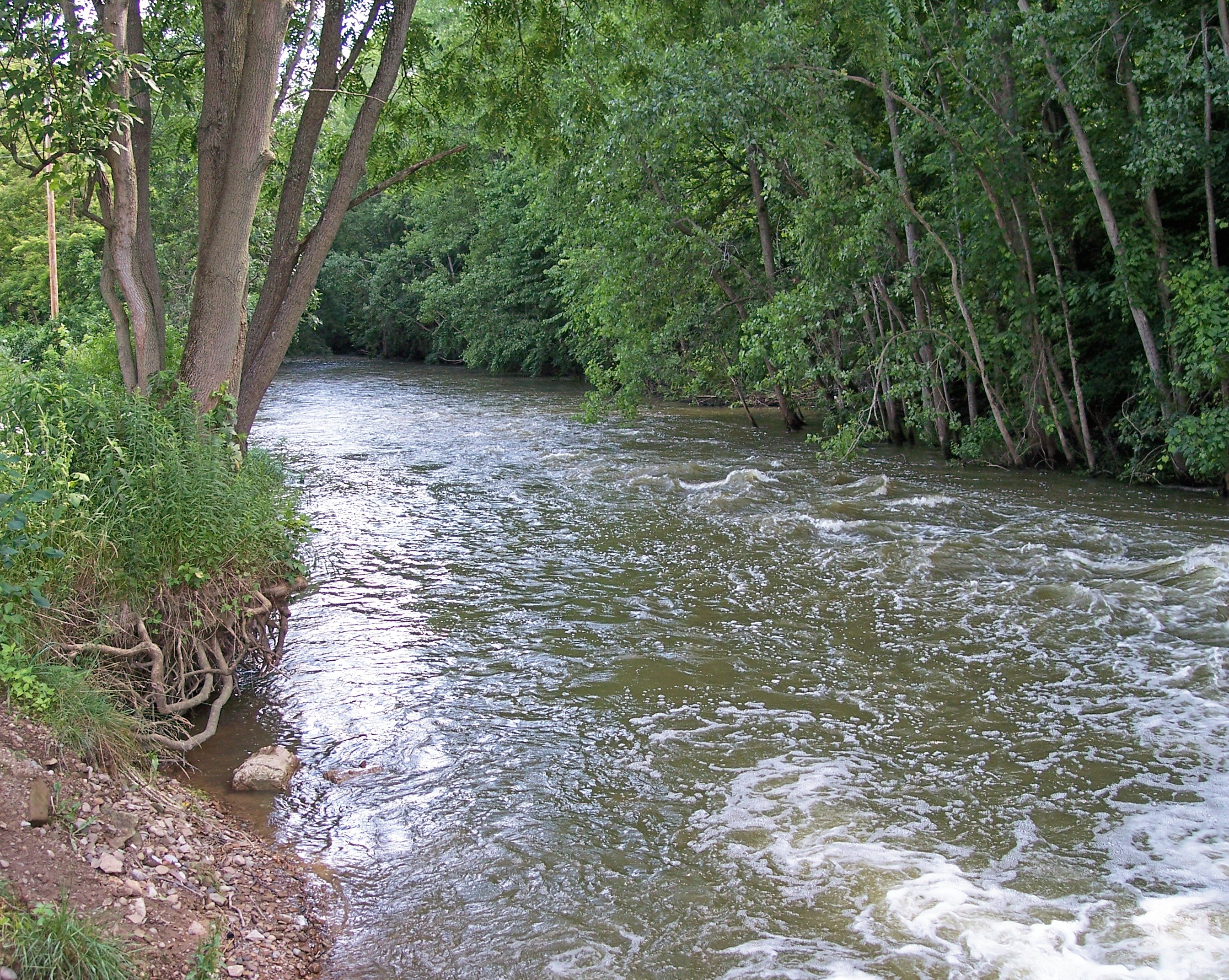
Der Oberlauf des Mohikan River im Ashland County

Die wichtige kontinentale Wasserscheide zwischen dem Gewässersystem der Großen Seen und des St. Lorenz im Norden und den in allgemein südliche Richtungen über Muskingum und Ohio River entwässernden Flusssystem des Mississippi. Über den Mohican River ist der Großteil des Countys ein Teil des Entwässerungssystems des Ohio. Nur der äußerste Norden gehört zum Entwässerungssystem der Größen Seen.
Eine Anzahl meist als Folge der letzten Eiszeit entstandener Seen prägt das Bild Ohios. Im Ashland County findet man eine Anzahl solcher Gewässer, die ökologisch und touristisch von erheblichem Wert sind.

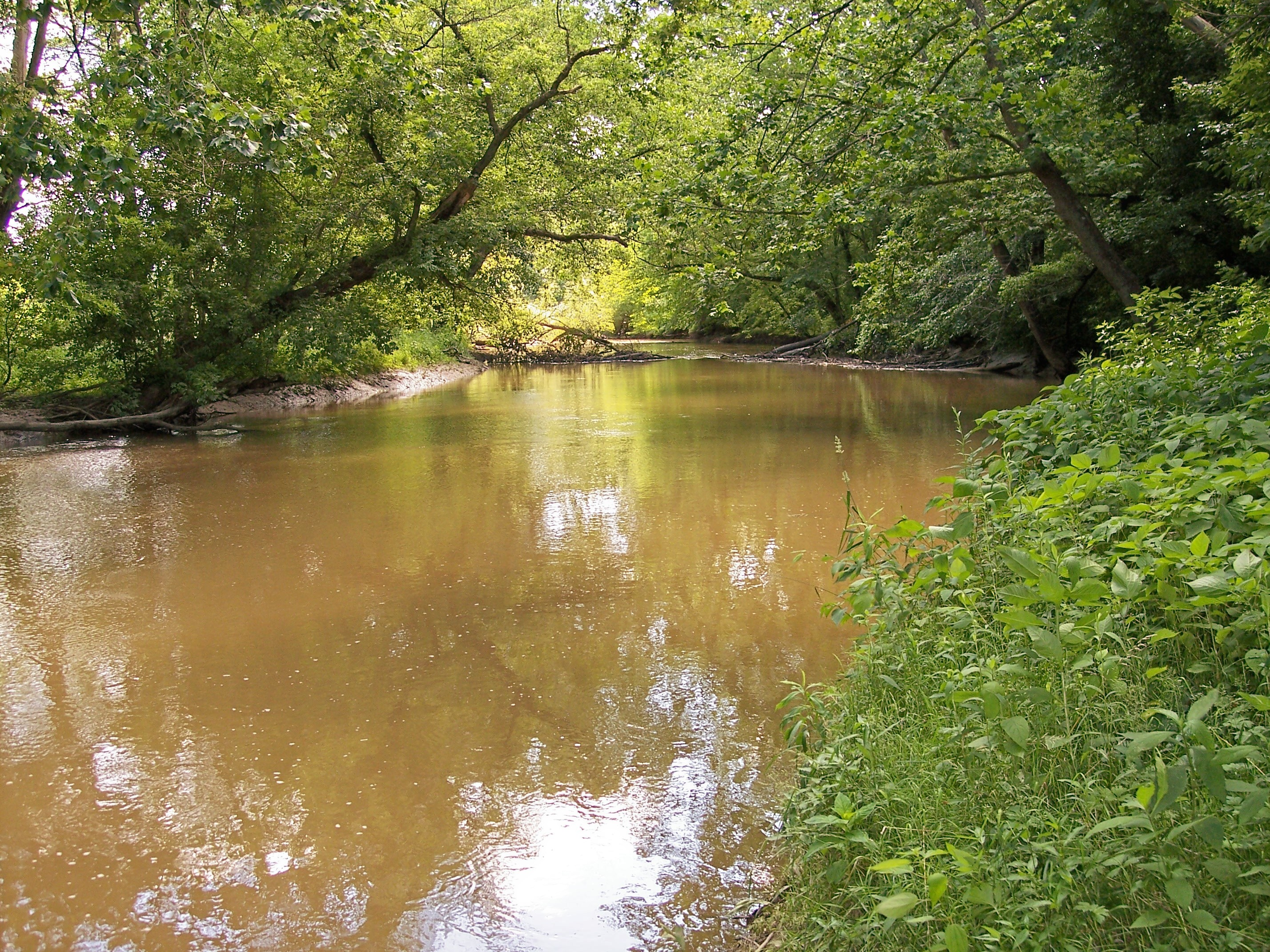
See am Mohican River in Ashland County

## Demografische Daten

Alterspyramide des Ashland County

Nach der Volkszählung im Jahr 2000 lebten im Ashland County 52.523 Menschen in 19.524 Haushalten und 14.018 Familien. Die Bevölkerungsdichte betrug 48 Einwohner pro Quadratkilometer. Ethnisch betrachtet setzte sich die Bevölkerung zusammen aus 97,54 Prozent Weißen, 0,81 Prozent Afroamerikanern, 0,11 Prozent amerikanischen Ureinwohnern, 0,55 Prozent Asiaten, 0,03 Prozent Bewohnern aus dem pazifischen Inselraum und 0,21 Prozent aus anderen ethnischen Gruppen; 0,76 Prozent stammten von zwei oder mehr Ethnien ab. 0,65 Prozent der Bevölkerung waren spanischer oder lateinamerikanischer Abstammung.
Von den 19.524 Haushalten hatten 32,5 Prozent Kinder und Jugendliche unter 18 Jahre, die bei ihnen lebten. 59,5 Prozent waren verheiratete, zusammenlebende Paare, 8,5 Prozent waren allein erziehende Mütter, 28,2 Prozent waren keine Familien, 24,0 Prozent waren Singlehaushalte und in 10,3 Prozent lebten Menschen im Alter von 65 Jahren oder darüber. Die Durchschnittshaushaltsgröße betrug 2,58 und die durchschnittliche Familiengröße lag bei 3,06 Personen.
Auf das gesamte County bezogen setzte sich die Bevölkerung zusammen aus 25,7 Prozent Einwohnern unter 18 Jahren, 10,8 Prozent zwischen 18 und 24 Jahren, 26,5 Prozent zwischen 25 und 44 Jahren, 23,0 Prozent zwischen 45 und 64 Jahren und 13,9 Prozent waren 65 Jahre alt oder darüber. Das Durchschnittsalter betrug 36 Jahre. Auf 100 weibliche Personen kamen 96,6 männliche Personen. Auf 100 Frauen im Alter von 18 Jahren oder darüber kamen statistisch 92,4 Männer.
Das jährliche Durchschnittseinkommen eines Haushalts betrug 39.179 USD, das Durchschnittseinkommen der Familien betrug 46.306 USD. Männer hatten ein Durchschnittseinkommen von 32.585 USD, Frauen 22.334 USD. Das Prokopfeinkommen betrug 17.308 USD. 7,1 Prozent der Familien und 9,5 Prozent der Bevölkerung lebten unterhalb der Armutsgrenze. Davon waren 13,1 Prozent Kinder oder Jugendliche unter 18 Jahre und 7,5 Prozent waren Menschen über 65 Jahre.

## Orte in Ashland County

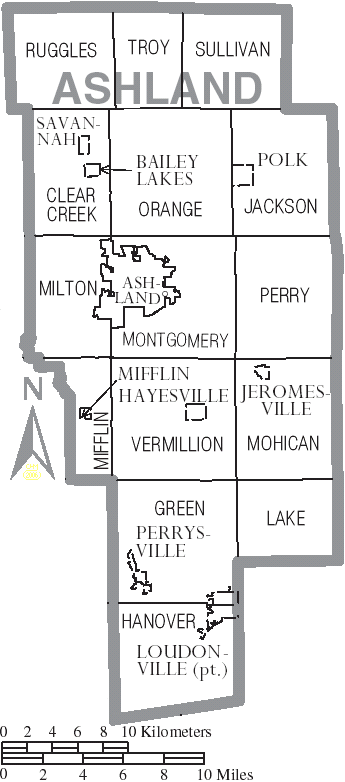
Karte des Ashland County.

### Stadt
Mit der Stadt Ashland liegt lediglich eine städtische Siedlung im Ashland County. Im Übrigen ist das Gebiet eher ländlich geprägt. 

### Kommunen
Die folgenden Kommunen (municipalities) befinden sich im Adams County:
| - Bailey Lakes - Hayesville - Jeromesville | - Loudonville - Mifflin - Perrysville | - Polk - Savannah |

### Townships

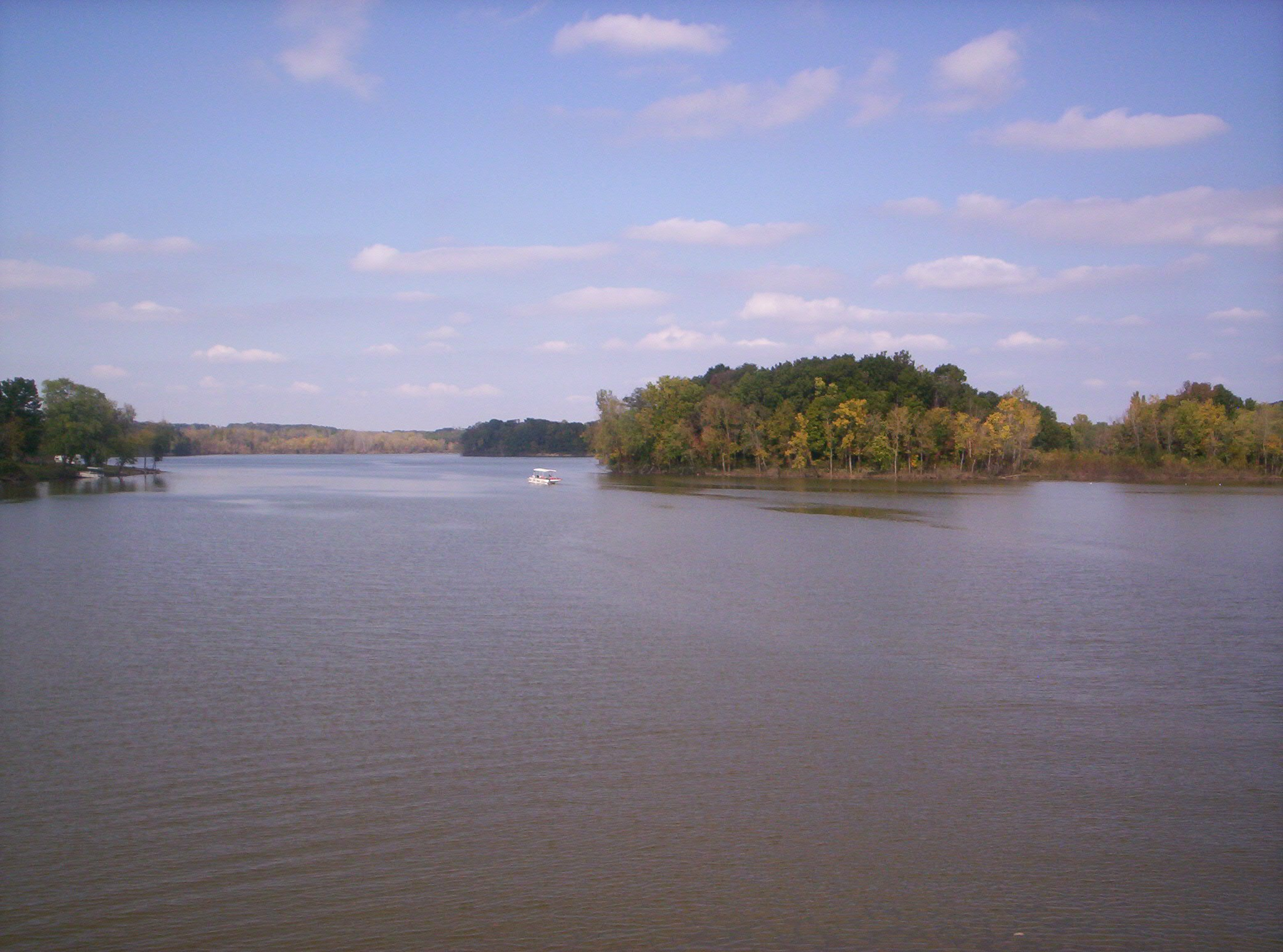
Der Charles Mill Lake im Mifflin Township, Ashland County, Ohio, aufgenommen von der Ohio State Route 430.

| - Clear Creek Township - Green Township - Hanover Township - Jackson Township - Lake Township | - Mifflin Township - Milton Township - Mohican Township - Montgomery Township - Orange Township | - Perry Township - Ruggles Township - Sullivan Township - Troy Township - Vermillion Township |

## Verkehr

### DerAshland County Airport
Mit dem Ashland County Airport besitzt das County eine Anbindung an den Luftverkehr an den regionalen und nationalen Luftverkehr. Der Flughafen besitzt zwei Startbahnen, eine in Nord-Süd-, eine in Ost-West-Richtung, von jeweils 1067 × 23 m. 
Die Zahl der Flugbewegungen auf dem Flugplatz betrug 2006/2007 im Schnitt 135 täglich. Meistens handelt es sich dabei um Starts und Landungen von Sport- und Kleinflugzeugen.

### Straßen

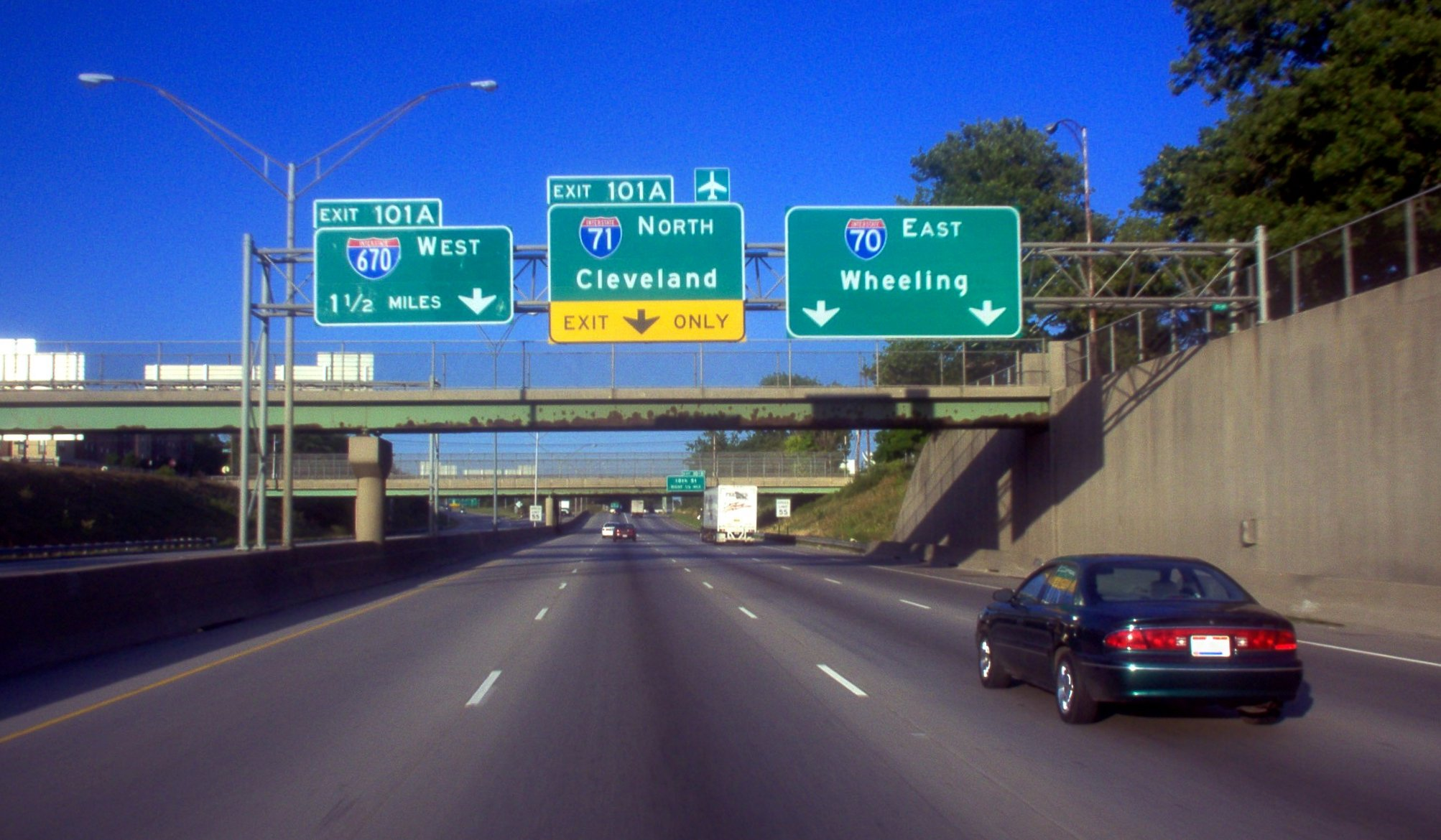
Die Interstate 71

Die Interstate 71, eine wichtige Verbindungsachse zwischen den Zentren Cleveland, Columbus und Cincinnati verläuft von Nordosten nach Südwesten durch Ashland County. Auch die Stadt Ashland wird von der Interstate 71 bedient. Daneben wird das County durch eine Anzahl weiterer Straßen von regionaler und überregionaler Bedeutung durchquert. Ein sukzessiver Infrastrukturausbau wird stetig vorangetrieben.

### Eisenbahnen
Drei Eisenbahnstrecken verbinden Ashland county mit umliegenden Regionen:
- Die Linie der CSX Transportation durchquert das Ashland County in ost-westlicher Richtung durch die nördlichen Townships.
- Die Linie der CIC Railroad, auch als die Ashland Railroad bezeichnet, durchquert Ashland County diagonal und bindet den Hauptort (county seat) Ashland (Ohio) ans Eisenbahnnetz an. Diese Bahntrasse ist im Besitz der örtlichen Community Improvement Corporation.
- Die dritte Linie schließlich ist eine Strecke der Norfolk Southern Railway durch die Orte Loudonville und Perrysville im Süden des County.[14]

## Wirtschaft
Die Wirtschaft im Ashland County weist ein im Allgemeinen modernes Gepräge auf. Die Landwirtschaft beschäftigt nur einen kleinen Teil der Erwerbstätigen und ist stark mechanisiert und technisiert. Dem produzierenden Gewerbe hat der Dienstleistungssektor den Rang des wichtigsten Gewerbesektors abgelaufen und beschäftigt mehr Erwerbstätige als das produzierende Gewerbe. Gewerbliche Dienstleistungen (service industries) sind dabei klar bedeutender verglichen mit öffentlichen Dienstleistungen. 

### Landwirtschaft
Ashland County ist, von der Stadt Ashland abgesehen, in weiten Teilen ländlich geprägt. Allerdings sind die Wertschöpfung und die Anzahl der Beschäftigten von deutlich geringerer Bedeutung als im produzierenden Gewerbe und im Dienstleistungssektor.

### Industrie, produzierendes Gewerbe
Im Jahr 1997 produzierten 98 Betriebe des produzierenden Gewerbes Güter im Wert von 
1.757.517.000 US-Dollar. Gehälter von insgesamt 215.730 US-Dollar wurden an 7.135 Arbeiter und Angestellte gezahlt. Wichtigste Industrien sind die Kunststoffverarbeitung (8 Betriebe), der Maschinenbau (13) und die Papierindustrie (6).

### Dienstleistungen
Der Dienstleistungssektor ist der bedeutendste Wirtschaftssektor im Ashland County. Der Handel zeigt dabei die meisten Betriebe; Einzelhandel (183 Betriebe) und Großhandel (47) sind wichtige Arbeitgeber, die von den Gewerbetreibenden abgesehen zusammen rund 2500 Menschen beschäftigen und 1997 zusammen über 430 Millionen US-Dollar umsetzten. 
Daneben spielt auch der Sektor Gastronomie (food-services) mit 102 Betrieben und 1.440 Beschäftigten eine wesentliche Rolle. Im Jahr 1997 wurden hier 40,7 Millionen US-Dollar umgesetzt. 
Soziale und medizinische Dienstleistungen beschäftigten 1997 in 83 Betrieben 851 Erwerbspersonen. Bei einem Jahresumsatz von 37,5 Millionen US-Dollar entfällt etwa die Hälfte auf die Lohnkosten (18,6 Millionen US-Dollar). 
Ebenfalls von signifikanter Bedeutung sind im Ashland County der Immobiliensektor und der Bereich hochwertiger akademischer bzw. technischer Dienstleistungen.
Über Finanz- und Versicherungsdienstleistungen sowie den öffentlichen Dienst lassen sich keine detaillierten Angaben machen. Im Bundesstaat Ohio entfallen 1997 auf diesen Sektor über eine Viertelmillion Angestellte.